# Fondation Jean et Jean-Pierre Giraudoux
La fondation Jean et Jean-Pierre Giraudoux, ou Fondation Giraudoux, a pour objet de gérer et de promouvoir l'œuvre de Jean Giraudoux.
Elle encourage également l'étude de l'œuvre de Jean Racine, et celles de ses fils Jean-Baptiste et Louis Racine.

## Historique

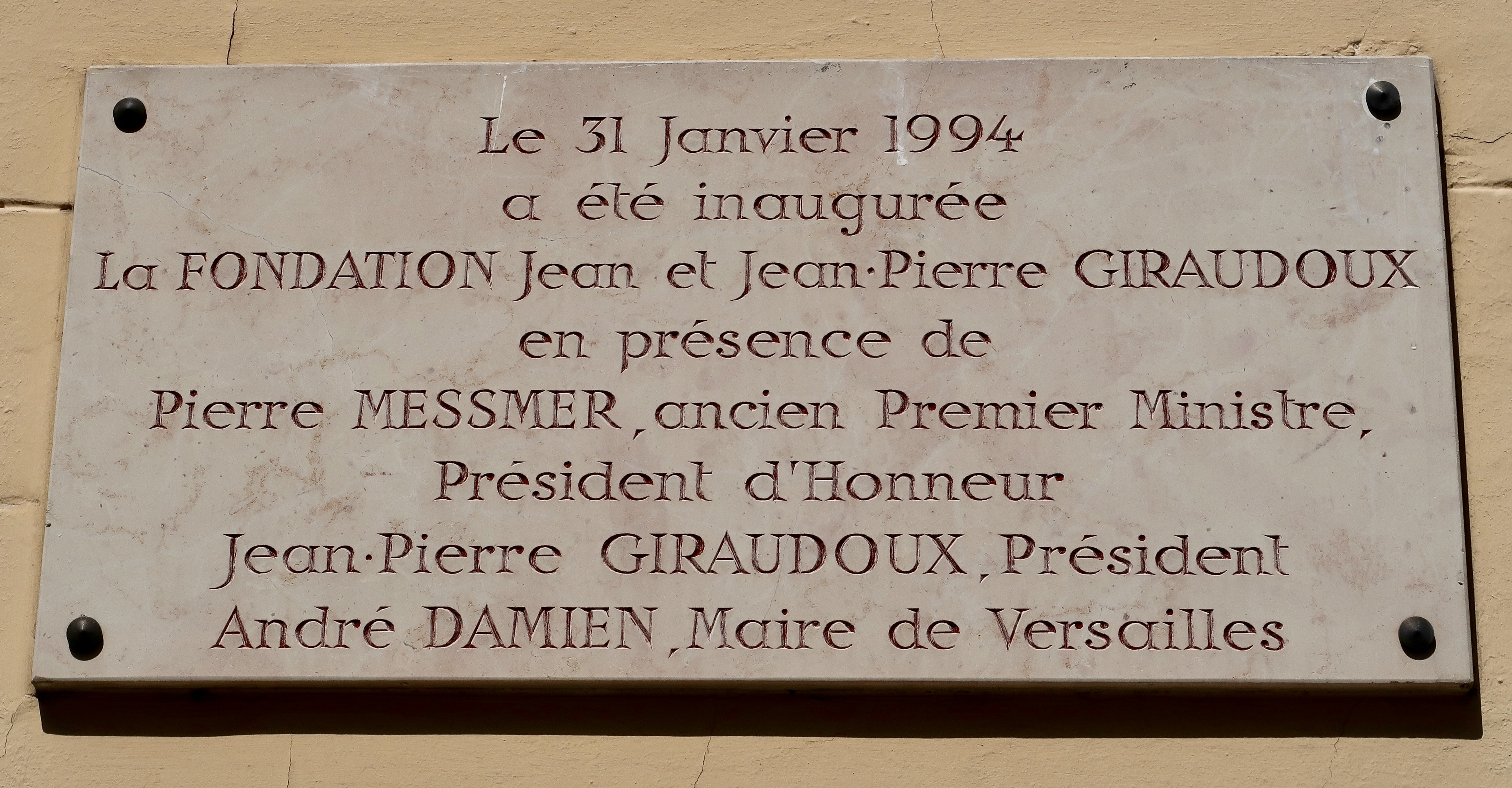
Plaque en mémoire de la fondation Jean et Jean-Pierre Giraudoux, 29 rue Henri-de-Régnier, à Versailles.

La fondation fut créée en 1992 par la volonté de Jean-Pierre Giraudoux (1919-2000), fils unique de Jean Giraudoux, mort sans descendant.
Elle est abritée par la Fondation de France. Jean-Pierre Giraudoux ayant légué à la fondation l'ensemble du patrimoine familial et des droits sur l'œuvre de son père.
Jusqu'à sa mort en 2007, Pierre Messmer fut le président d'honneur de la fondation. Depuis juin 2012, son successeur est François de Mazières, député des Yvelines et maire de Versailles.
La fondation est administrée par un comité exécutif composé de 6 personnes.

## Actions
La fondation a son siège rue Henri-de-Régnier, à Versailles. Il y accueille en résidence deux compagnies de théâtre.
Depuis janvier 2015, il s'agit de La Compagnie du Catogan, dirigée par Gwenaël de Gouvello, et Bête à Bon Dieu Production, dirigée par Annie Mako.
La Compagnie du Catogan a produit une mise en scène de Ondine, avec 15 comédiens, avec le soutien de la fondation. La première eut lieu en juin 2015 à Versailles dans le cadre du Mois Molière.
Bête à Bon Dieu Production a produit un spectacle inspiré de Électre, traduit en langue des signes.
La fondation apporte régulièrement son soutien au Festival de Bellac, ville natale de Jean Giraudoux.
Elle a soutenu la production en 2012 d'une Intégrale Giraudoux au Théâtre du Nord-Ouest à Paris. Au cours de cette saison, toutes les pièces de Jean Giraudoux furent jouées en alternance pendant 12 mois. Eurent lieu aussi quelques lectures de pièces de son fils Jean-Pierre Giraudoux.
La fondation a accordé des bourses pour la rédaction de mémoires de recherche sur Jean Giraudoux et Jean Racine.